# 华山竹
华山竹（学名：Pinanga chinensis）为棕榈科山槟榔属下的一个种。主要产自中国云南南部、西南部，柬埔寨、印度、老挝、泰国等地的热带与亚热带森林中。其主要呈现灌木丛生状，高2米、直径1.2厘米以上，有深褐色屑状斑点。